# Ulrich Viefers
Ulrich Viefers (* 26. Mai 1972 in Oberhausen) ist ein ehemaliger Ruderer, der 1996 eine olympische Silbermedaille im Achter gewann.
Ulrich Viefers startete für den Ruderklub am Baldeneysee. 1993 gewann er mit dem Vierer mit Steuermann in der Besetzung Stefan Forster, Mark Kleinschmidt, Ulrich Viefers, Marc Weber und Steuermann Guido Groß die deutsche Meisterschaft und belegte bei der Weltmeisterschaft den dritten Platz. 1994 und 1995 saß Viefers jeweils im Vierer ohne Steuermann und belegte zweimal den sechsten Platz bei der Weltmeisterschaft.
1996 bei den Olympischen Spielen 1996 in Atlanta saß Viefers im Deutschland-Achter. Frank Richter, Mark Kleinschmidt, Wolfram Huhn, Marc Weber, Detlef Kirchhoff, Thorsten Streppelhoff, Ulrich Viefers und Schlagmann Roland Baar ruderten mit Steuermann Peter Thiede im olympischen Finale fast zwei Sekunden hinter dem niederländischen Boot ins Ziel und erhielten die Silbermedaille. Für den Gewinn der Silbermedaille erhielt er – wie alle Medaillengewinner bei Olympischen Spielen – das Silberne Lorbeerblatt. 1997 gehörte Viefers noch einmal zum Deutschland-Achter, der bei der Weltmeisterschaft den fünften Platz belegte. Bis 1999 blieb Viefers im Umfeld des Deutschland-Achters aktiv, war aber bei den großen Meisterschaften nicht mehr dabei.
Ulrich Viefers ist seit 1995 Diabetiker; er konnte seine Leistungssportkarriere aber mit täglichen Insulin-Spritzen fortsetzen.